# Open proxy
Open proxy nebo open proxy server je proxy server, který je přístupný jakémukoliv internetovému uživateli. Obecně platí, že proxy server umožňuje uživatelům v síti službu store and forward (komunikační služba, která převezme zprávu, podrží ji a později ji odešle příjemci (příjemcům)), přičemž dokáže rozpoznat odpověď a odeslat ji původnímu adresátovi.
Open proxy server je umístěn mezi klientem a serverem se kterým klient komunikuje. Proxy server se tváří vůči klientovi jako server a vůči serveru jako klient. Proxy server disponuje cache pamětí, ve které si ukládá odpovědi serverů na požadavky klienta. Původním účelem této internetové služby je nepřímé používání jiných internetových služeb např. DNS nebo HTTP s cílem snížit a řídit šířku pásma, čili rovnoměrněji využít přenosovou kapacitu.

## Výhody
Takzvané "anonymní" open proxy umožňují uživateli ukrytí jeho IP adresy z veřejné služby (anonymizace). Tento princip se však dá i zneužít - uživatel s vědomím, že jeho IP adresa je nezjistitelná, to někdy zneužívá na znepříjemňující nebo i zákon porušující akce. Proto je často open proxy vnímáno jako problém a mnohé internetové služby detekují takovou anonymizaci a blokují vstup uživatelům s IP směřujících z open proxy serverů (např. i Wikipedie).
Na druhé straně anonymní open proxy zvyšuje anonymitu uživatele, zvyšuje stupeň zabezpečení při procházení webu nebo používání jiných internetových služeb. Zabraňuje zjištění původní IP adresy, čímž blokuje informace o uživateli jako součást pokusů o hacking. Navíc, otevřené proxy mohou být využity k obcházení úsilí o cenzuru, nebo sledování aktivit uživatele vládními nebo jinými organizacemi.
Některé lokality poskytují neustále aktualizované seznamy využitelných open proxy. Tyto neustále mění výstupní IP adresy, aby je nebylo možné tak jednoduše odhalit.

## Nevýhody
Pokud uživatelský (klientský) počítač připojený k internetu nedostatečně zabezpečený, je ho možné spustit v režimu open proxy server, aniž by o tom jeho vlastník věděl. Takový software může pocházet z nezajištěného běžícího proxy softwaru, nebo z infekce (malware, virová nákaza, z trojského koně nebo červa), určeného k tomuto účelu. Takový počítač se označuje jako zombie počítač.
Existují stovky tisíc otevřených proxy serverů, přičemž ve většině případů fungují jako nezabezpečený proxy server, přičemž vlastník serveru není znám.
Neexistují žádné důvody pro spuštění otevřeného open proxy pro organizace, takže každý otevřený proxy je podezřelý. Tyto služby se často používají pro průnik do cizích počítačových systémů, např. pro dětskou pornografii, spam nebo jiné nezákonné aktivity. Dá se říci, že většina nelegálního obsahu se šíří prostřednictvím takových proxy. Proxy servery se využívají také pro zvětšení šířky pásma, což má za následek vyšší latenci podsítě a porušování omezení šířky pásma. Špatně konfigurována open proxy může také umožnit přístup do privátní podsítě.
Vzhledem k tomu, že open proxy jsou často spojeny s různým zneužíváním, byly vyvinuty mnohé metody pro detekci a odmítnutí služby, které přes ně procházejí. IRC sítě s přísným používáním bezpečnostní politiky automaticky testují klientské systémy pro známé typy open proxy. Podobně mail servery, bývají nakonfigurovány tak, aby automaticky testovaly mail odesílatele pro open proxy, pomocí softwaru jako proxycheck. Mail servery pak takovou poštu automaticky označují jako spam.